# 高喜同
高喜同（1948年1月—），男，汉族，河北任丘人，中华人民共和国政治人物，曾任河北省人大常委会副主任，河北省政协副主席。